# Східноанаталійський гірський степ
Східноанатолійський гірський степ — екорегіон помірних луків, саван і чагарників. 
Розташований на Вірменському нагір'ї та високогір'ях Східної Анатолії, 
охоплюючи частини східної Туреччини, Вірменії, Азербайджану, південної Грузії та північно-західного Ірану.

## Географія
Екорегіон займає Вірменське нагір'я, плато, що розташоване переважно на висоті 1500 - 2500 м. Вулканічні вершини гора Арарат (5137 м) і гора Сюпхан (4058 м) підносяться над плато.
Охоплює частини східної Туреччини, східної та південної Вірменії, Азербайджанської Нахчіванської Автономної Республіки, Джавахетського регіону на півдні Грузії та північно-західного Ірану. 
Нагір'я обмежене на північному сході Малим Кавказом, на північному заході — Понтійськими горами, а на півдні — горами Загрос. 
На схід плато спускається в бік Аракс-Курської низовини, а у долині Араксу екорегіон опускається до 375 м.
Північна частина екорегіону розташована у вододілі верхів’я річки Аракс, що включає озеро Севан у Вірменії. Аракс є притокою Кури, яка впадає в Каспійське море. Екорегіон включає закриті басейни озера Ван на сході Туреччини та озера Урмія на північному заході Ірану.
В екорегіоні розташовані міста Тебріз, Ерзурум, Єреван.

## Клімат
Клімат континентальний, з теплим літом і холодною зимою. 
Річна кількість опадів коливається від 400 до 600 мм і, як правило, випадає рівномірно протягом року. 
У дощовій тіні високих гір кількість опадів менше (200–300 мм на рік). 
Сильні та холодні вітри часті, особливо на відкритих хребтах і вершинах, і можуть обмежити ріст дерев.

## Флора
До рослинної біоти належать пустельний степ, напівпустельний степ, гірський степ, рідколісся, альпійські луки, болота.
Пустельний степ зустрічається у найпосушливіших районах і складається з низькорослих склерофітних рослин, що займають 25-30% терену. 
У напівпустельному степу зустрічаються низькорослі однорічні трави та злаки, а саме: Artemisia fragrans, Capparis spinosa, Bassia prostrata та Poa bulbosa.
У гірських степах зустрічаються трави, чагарники та злаки, що є вище і різноманітніші за пустельні та напівпустельні. 
На висотах 1500 — 2200 м варто відзначити: Artemisia austriaca, Artemisia fragrans, Astragalus, Acantholimon, Onobrychis, Poa bulbosa, Stipa, Festuca і Bassia. 
На висотах 2200 — 2700 м поширені рослини родів Ferula і Prangos.

У рідколіссях зустрічаються Juniperus та Prunus dulcis. 
Дерева утворюють розріджену крону, під якою знаходиться ярус кущів Pistacia, Berberis та Rosa, 
а також трав’яний ярус з видами Astragalus та Artemisia. 
Розрізнені ділянки дубових рідколісь розташовані на висоті від 800 до 2000 м, де вологість і ґрунти є сприятливими.

Водно-болотні угіддя зустрічаються навколо озер і струмків екорегіону. 
Рослинність водно-болотних угідь: Phragmites australis, Typha, Scirpus tabernaemontani, Carex acuta, Carex diluta та Bolboschoenus maritimus.

На найвищих вершинах, включаючи Арарат і Сюпхан, зустрічаються альпійських луки. Характерними рослинами є трави та геофіти: Draba, Dracocephalum, Oxyria, Polygonum, Veronica, Trollius, Scilla, Primula та Gentiana verna.

## Фауна
До великих ссавців належать: Ursus arctos, Canis lupus, Hyaena hyaena та Capra aegagrus.

## Заповідні території
Оцінка 2017 року показала, що 8 202 км², або 5% екорегіону, знаходиться є заповідними територіями.

Заповідні території включають заповідну територію Чароїм, заповідну територію Саханд, заповідну територію Маракан і заповідник дикої природи Кіамаки в Ірані, Севанський національний парк, національний парк озера Арпі і Хосровський заповідник у Вірменії, Національний парк гори Арарат і Сюпхан у Туреччині та Арпачайський державний природний заповідник в Азербайджані.